# Henrique Luís Pereira Freire de Andrade
Henrique Luís Pereira Freire de Andrade (falecido em Lisboa, 11 de março de 1750) foi um administrador colonial português, governador de Pernambuco entre 1737 e 1746.

## Biografia
Era filho de D. Bernardino Freire de Andrade e de sua mulher D. Joana Vicência de Meneses, era irmão dos futuros Condes de Bobadela, D. Gomes Freire de Andrade e D. José António Freire de Andrade. 
Sabe-se que era capitão de cavalos no Regimento da Corte, ajudante de ordens do Marquês de Marialva, e que também era Fidalgo da Casa Real, de acordo com a Gazeta de Lisboa.
Foi nomeado governador e capitão-general de Pernambuco em 23 de maio de 1737, recebendo instruções do rei D. João V dois dias depois para expulsar os franceses de Fernando de Noronha e ali construir fortificações. Chegou a Recife em 15 de agosto, tomando posse em 24 de agosto, exercendo o cargo até 23 de janeiro de 1746, quando entregou o cargo ao Conde dos Arcos. No mesmo ano foi feito membro do Conselho de Sua Majestade.
Faleceu no Sítio de Belém, em Lisboa, a 11 de março de 1750. «Foi sepultar à sua freguesia sem pompa, por assim o deixar ordenado.» Na época de seu falecimento, de acordo com a Gazeta de Lisboa, era tenente da Torre de Belém. «serviu com grande procedimento na guerra, e na paz.»